# Мой
Мой (рум. Moi) — село у повіті Горж в Румунії. Входить до складу комуни Билтень.
Село розташоване на відстані 234 км на захід від Бухареста, 15 км на південь від Тиргу-Жіу, 79 км на північний захід від Крайови.

## Населення
За даними перепису населення 2002 року у селі проживали 1008 осіб, з них 1006 осіб (99,8%) румунів. Рідною мовою 1007 осіб (99,9%) назвали румунську.